# لوکا پالسی
لوکا پالسی (انگلیسی: Luca Palesi؛ زادهٔ ۱۷ فوریهٔ ۱۹۹۷) بازیکن فوتبال است.
از باشگاه‌هایی که در آن بازی کرده‌است می‌توان به باشگاه فوتبال مونتسا اشاره کرد.